# Coendou rothschildi
Coendou rothschildi е вид бозайник от семейство Дървесни бодливи свинчета (Erethizontidae).

## Разпространение
Видът е разпространен в Панама.